# Сутра помоста шестого патриарха
«Сутра помоста шестого патриарха» (кит. трад. 南宗頓教最上大乘摩訶般若波羅蜜經六祖惠能大師於韶州大梵寺施法壇經) — буддийское писание, являющееся сборником проповедей шестого патриарха чань Хуэйнэна (638—713). Сутра сыграла важную роль в развитии буддизма в Китае.

## Характеристика сутры
Хуэйнэн рассказывает в сутре об учении внезапного просветления, возможного для любого человека, об истинной природе и о созерцании. Стиль сутры по большей части неформальный и разговорный. В целом сутра наставляет читателя увидеть истину через собственный опыт и интуитивное постижение «тайного смысла» сутры.

## Содержание сутры
Первая глава посвящена биографии Хуэйнэна, его просветлению и особенностям получения титула патриарха. Во второй главе Хуэйнэн рассказывает о высшей мудрости или праджне, а в третьей отвечает на вопросы о заслугах и добродетелях и о перерождении в Западной земле. В следующих главах даются проповеди о самадхи и праджне, о сидении в созерцании, о покаянии, о возможностях и условиях. В восьмой главе раскрываются особенности учений о внезапном и постепенном просветлении. Хуэйнэн отметил, что «Дхарма не бывает ни внезапной, ни постепенной, это лишь люди бывают способными и глупцами. А отсюда и название — „внезапное“ и „постепенное“».
В девятой главе патриарх раскрывает особенности дао перед императрицей У Цзэтянь и императором Чжун-цзуном. В десятой главе Хуэйнэн даёт последние наставления своим преемникам о том, как не потерять чаньские истины после его смерти:

Прежде всего, необходимо рассказать о трех категориях дхарм, о тридцати шести парах противоположностей в движении, о близости и различиях в «появлении» и «исчезновении». Наставляйте, что все дхармы не существуют в отрыве от изначальной природы. Когда же кто-нибудь спросит вас о Дхарме, отвечайте ему через пару [противоположностей] и объясняйте, что все выходит из своей противоположности, а приход и уход являются причинами друг друга.

## Варианты сутры
Существуют четыре варианта сутры или четыре списка, отличающиеся по размеру. Более поздние дополнения основаны на устных историях, не вошедших в ранний вариант сутры, а также на сопоставлении текстов сутры различных чаньских школ.
Согласно списку Дуньхуан (кит. трад. 敦煌), являющемся самым ранним вариантом, сутра называется «Учение о внезапном просветлении южной школы маха-праджня-парамита-сутра высшей махаяны: сутра помоста великого учителя шестого патриарха Хуэйнэна, проповедавшего Дхарму в монастыре Дафань в Шаочжоу». Данный список был сформирован Фахаем, который был учеником патриарха, и содержит в себе 57 параграфов, расположенных на одном цзюане (свитке). Данный вариант сутры был переведён на русский язык Н. В. Абаевым.
Вторым списком является список Хуэйсинь (кит. трад. 惠昕), который стал известен в Японии. Название списка происходит от имени монаха, который откорректировал проповеди Хуэйнэна в 967 году. Согласно списку, сутра называется «Сутра помоста шестого патриарха» и содержит 16 разделов, расположенных на трёх цзюанях.
Третьим списком является список Дэи (кит. трад. 德异) или Цаоси (кит. трад. 曹溪). В первом случае название списка происходит от имени монаха Дэи, корректировавшего список в 1290 году. Во втором случае список назван по имени места, в котором шестой патриарх раскрывал последователям суть чаньского учения. В этом списке сутра, состоящая из 10 частей и расположенная на одном цзюане, называется «Изначальный текст Цаоси сутры помоста сокровища учения великого учителя шестого патриарха».
Последним списком является список Цзунбао (кит. трад. 宗宝), получивший название по имени откорректировавшего сутру монаха в 1291 году. Данный список, включающий в себя 10 частей, расположенных на одном цзюане, стал наиболее известен. Согласно списку, сутра называется «Сутра помоста сокровища учения великого учителя шестого патриарха». Данный список был переведён на русский язык А. А. Масловым, а также А. В. Чебуниным в другой редакции.

## Значение
То, что данные проповеди шестого патриарха оформились в виде сутры, указывает, как отмечает буддолог Д. Т. Судзуки, на очень высокий статус текста. До Хуэйнэна сутрами называли только речи Будды и его личных учеников.
Востоковед А. А. Маслов отмечает, что «Сутра помоста» помогла совершить революцию в китайском буддизме через её включение в индийскую Трипитаку, что позволило китайскому направлению стать полностью независимым и поднять «харизму и благодать» китайских учителей до уровня классических учителей Индии или даже выше.
Китаевед Алан Хантер указывал на то, что данный текст является «духовной классикой и ключевым трактатом чаньской школы китайского буддизма». Сутра сделала доминирующим учение о внезапном просветлении для последующих чаньских школ.